# 픽셀 9a
픽셀 9a(Pixel 9a)는 구글이 구글 픽셀 제품 라인의 일부로 설계, 개발 및 마케팅한 안드로이드 스마트폰이다. 픽셀 9 시리즈의 중급형 모델이다. 이 기기는 내구성, 사진 기능, 긴 배터리 수명, AI 기반 도구, 제미나이 어시스턴트 통합에 중점을 두어 픽셀 9 제품군의 다른 모델과 유사한 특징과 기능을 갖추고 있다.
이 기기는 IP68 방진방수 등급을 받은 최초의 A-시리즈 픽셀폰이며, 5100 mAh로 픽셀 핸드셋 중 가장 큰 배터리를 가지고 있다. 가격은 이전 모델과 동일한 499달러이다.

## 역사
픽셀 9a는 2025년 3월 19일 구글 블로그 게시물을 통해 발표되었다. 이전 세대에 비해 약 두 달 일찍 출시되어 픽셀 9 시리즈의 나머지 모델과 동일한 순차적 출시 변화를 따른다. 일반적으로 이전 A-시리즈 픽셀은 5월경 구글 I/O 이벤트와 비슷한 시기에 발표되었다.
픽셀 9a가 발표된 같은 날, 구글은 소수의 기기에서 잠재적인 "부품 품질 문제"를 발견하고 사전 주문을 취소하고 2025년 4월까지 전화 출시를 연기했다. 원래 2025년 3월 26일 출시 예정이었다. 문제가 해결된 후 4월 10일이라는 새로운 출시일이 나중에 발표되었다.

## 디자인
픽셀 9a의 디자인은 픽셀 9 제품군의 나머지 모델과 유사하며, 눈에 띄는 차이점은 다른 모델에서 볼 수 있는 카메라 컷아웃과 달리 더 작은 센서가 있는 후면 카메라가 본체와 거의 같은 높이라는 점이다. 이전 모델인 Pixel 8a와 비교하여 이 기기의 본체는 평평한 레일과 둥근 모서리로 정사각형 모양이 되었으며, 픽셀 9 시리즈의 나머지 모델과 일치한다. 또한 Pixel 5a 이후 후면 상단 절반을 가로로 가로지르는 일반적인 바이저 또는 컷아웃이 없는 첫 번째 픽셀폰으로, 후면 카메라 및 기타 센서를 수용한다.
픽셀 9a는 아이리스, 피오니, 포슬린, 옵시디언의 네 가지 색상으로 제공된다.
픽셀 9a 시리즈의 색상 옵션
| 픽셀 9a                     | 픽셀 9a                   | 픽셀 9a                   | 픽셀 9a                     |
| --------------------------- | ------------------------- | ------------------------- | --------------------------- |
| 핑크색 픽셀 9 스마트폰 도표 | 녹색 픽셀 9 스마트폰 도표 | 흰색 픽셀 9 스마트폰 도표 | 검은색 픽셀 9 스마트폰 도표 |
| 아이리스                    | 피오니                    | 포슬린                    | 옵시디언                    |